# Gabriola dyari
Gabriola dyari är en fjärilsart som beskrevs av Taylor 1904. Gabriola dyari ingår i släktet Gabriola och familjen mätare. Inga underarter finns listade i Catalogue of Life.